# Sweettalk My Heart
Sweettalk My Heart è un singolo della cantante svedese Tove Lo, pubblicato il 18 settembre 2019 come quinto estratto dal quarto album in studio Sunshine Kitty.

## Video musicale
Il video musicale, diretto da Bradley & Pablo, è stato reso disponibile il 23 settembre 2019.

## Tracce
Testi e musiche di Tove Lo, Ludvig Söderberg, Svante Halldin e Jakob Jerlström.
Download digitale
1. Sweettalk My Heart – 2:59

Download digitale – Live at Vevo
1. Sweettalk My Heart (Live at Vevo) – 3:23

Download digitale – Team Salut Remix
1. Sweettalk My Heart (Team Salut Remix) – 2:59

Download digitale – Aazar Remix
1. Sweettalk My Heart (Aazar Remix) – 3:15

Download digitale – BloodPop & Burns Vitaclub Remix
1. Sweettalk My Heart (BloodPop & Burns Vitaclub Remix) – 4:58

Download digitale – Jeremy Olander Remix
1. Sweettalk My Heart (Jeremy Olander Remix) – 7:38

## Formazione
Musicisti
- Tove Lo – voce
- A Strut – programmazione, batteria, basso, tastiera
- Jack & Coke – programmazione, batteria, basso, tastiera

Produzione
- A Strut – produzione
- Jack & Coke – produzione
- John Hanes – ingegneria del suono
- Chris Gehringer – mastering
- Șerban Ghenea – missaggio